# Zedd

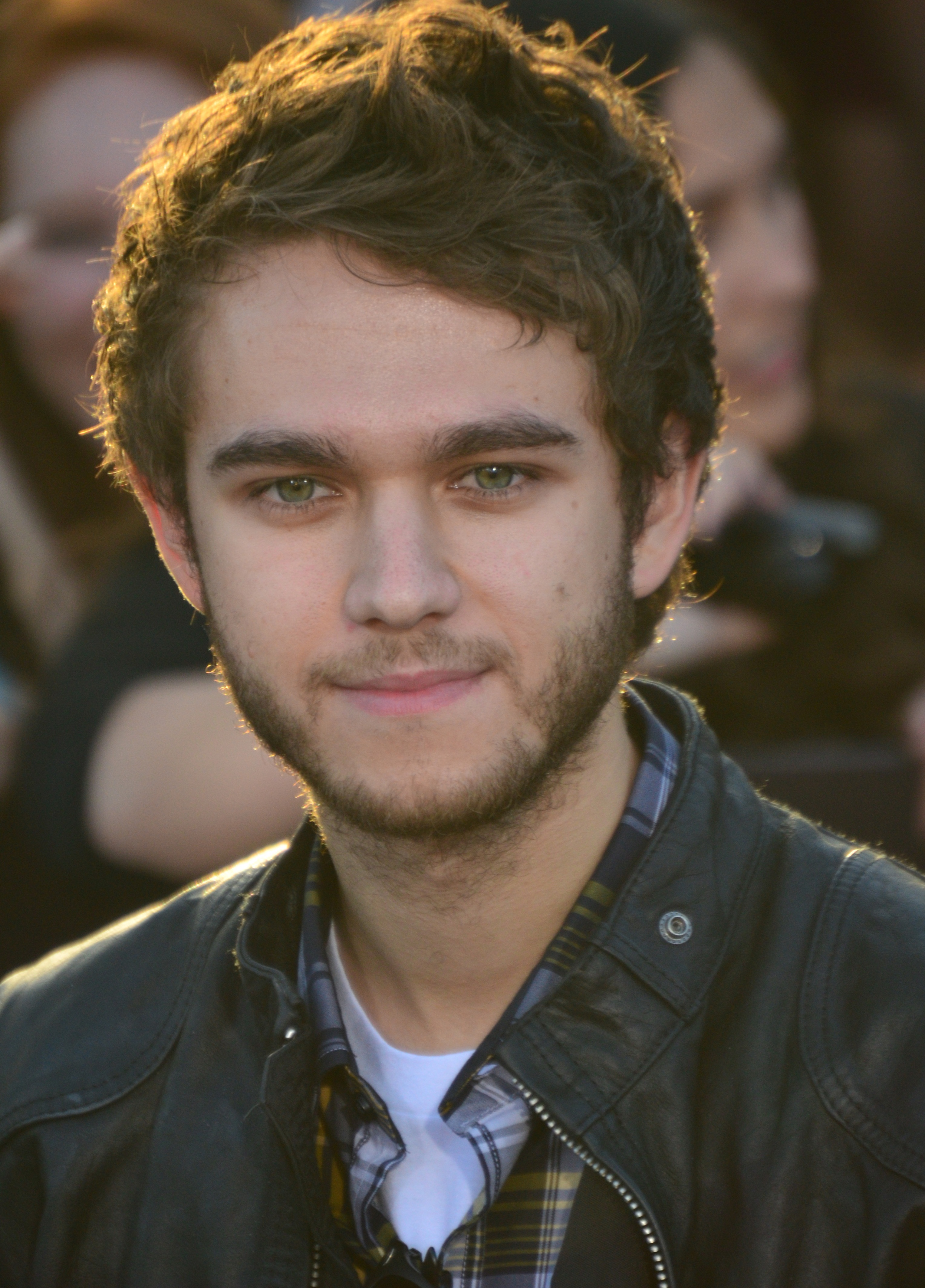
Zedd (2014)

Zedd (* 2. September 1989 in Saratow, Russische SFSR, Sowjetunion, bürgerlich Anton Zaslavski, russisch Антон Заславский; wiss. Transliteration Anton Zaslavskij) ist ein russisch-deutscher Musikproduzent und DJ des Electro-House und Pop. Zedd steht bei den Labels Interscope Records, OWSLA und Dim Mak Records unter Vertrag. Den größten Erfolg hatte er bisher mit seiner Single Clarity, die die Top Ten der US-Charts erreichte und mit einem Grammy ausgezeichnet wurde.

## Biografie

### Leben
Zedd wurde im russischen Teil der Sowjetunion geboren. Im September 1992 wanderte seine russisch-jüdische Familie nach Deutschland aus. Aufgewachsen ist er als Sohn zweier Musiklehrer für Klavier, Gesang und Gitarre im rheinland-pfälzischen Kaiserslautern im Stadtteil Dansenberg. Zuhause wurde nur Russisch gesprochen. In Kaiserslautern besuchte er das Gymnasium am Rittersberg. Er begann mit vier Jahren Klavier zu spielen. Mit einem Jazzstück von Chick Corea nahm er als Grundschüler an dem Wettbewerb Jugend musiziert teil. Ab 2002 spielte er dann Schlagzeug, gemeinsam mit seinem drei Jahre älteren Bruder Arkadi Zaslavski und Jochen Müller in der Metal-/Rockband Dioramic beim Label Lifeforce Records. 2009 wurde durch das Album „†“ von Justice sein Interesse für elektronische Musik geweckt. 2012 zog Zedd in die Vereinigten Staaten, wo er sich seine Karriere aufbaute.
Von Ende 2014 bis Mai 2015 war er mit der US-Sängerin Selena Gomez in einer festen Beziehung. Sein Lieblings-Fußballverein ist der 1. FC Kaiserslautern.

### Anfänge als Produzent
Nachdem er zwei Beatport Remix Contests gewinnen konnte und Remixe für Lady Gaga, Black Eyed Peas und Skrillex erstellte, veröffentlichte er am 31. Mai 2011 seine Single Dovregubben. Der Song wurde von Steve Aokis Label Dim Mak herausgebracht. Der Song erreichte Platz eins der Beatport-Electro-House-Charts ein. Steve Aoki nannte Zedds Song Stars Come Out zusammen mit Heather Bright als sein Dim Mak Lieblingsrelease in 2011.
2012 produzierte er gemeinsam mit Max Martin für Justin Bieber und Nicki Minaj den auf Biebers Album Believe enthaltenen Song Beauty and a Beat, der unter anderem die Billboard Hot 100 erreichte. Des Weiteren produzierte er I Don’t Like You von Eva Simons, das Lied erreichte Platz eins der Billboard Hot Dance Club Songs.

### 2012–2013: AlbumClarityund erste Charterfolge
Am 2. Oktober 2012 veröffentlichte er sein erstes Studioalbum Clarity. Es stieg auf Platz 38 der US-amerikanischen Albumcharts ein, war dort aber nur eine Woche vertreten. Die erste Single-Auskopplung war Shave It Up. Sie erschien am 8. November 2011, konnte allerdings keine Chartplatzierungen erreichen.
Die zweite Auskopplung war Spectrum. Das Lied nahm Zedd gemeinsam mit dem US-amerikanischen Musiker Matthew Koma auf. Anfangs erreichte es keine Chartplatzierungen, doch nachdem der Song als Werbesong auf dem deutschen Fernsehsender ProSieben verwendet wurde, stieg es in Deutschland, Österreich und Japan in die Top 100 ein. Die dritte Single aus dem Album trägt den Titel Stache. Das Lied erschien nur digital als Download und erreichte deshalb auch keine Chartplatzierungen. Kurze Zeit nach seiner Veröffentlichung erschien eine Version des Liedes, die von der US-amerikanischen Sängerin Lady Gaga gesungen wurde.
Clarity ist der Titel der vierten Single aus dem gleichnamigen Album. Das Lied erschien am 1. Februar 2013 und enthält Vocals von Foxes. Am 16. Februar stieg es in den britischen Charts auf Platz 34 ein und erreichte dort mit Platz 29 seine Höchstposition. Knapp zwei Monate später stieg der Song in die US-Charts ein und stieg bis auf Platz 8. James Maslow, der Sänger von Big Time Rush, coverte diesen Song und stellte ihn auf seinen YouTube-Kanal. Clarity wurde bei den Grammy Awards 2014 als beste Dance-Aufnahme des Jahres ausgezeichnet. Des Weiteren erhielt Zedd für die Single den ASCAP- sowie den European Border Breakers Award sowie vier weitere Nominierungen. Ein Jahr später veröffentlichte Zedd eine weitere Version des Liedes in Zusammenarbeit mit der dänischen Sängerin Medina.
Das Lied Codec aus seinem Album Clarity wurde als Soundtrack des Films Die Unfassbaren verwendet.
Im Herbst 2013 veröffentlichte er die Single Stay the Night, die er mit der US-amerikanischen Sängerin Hayley Williams, bekannt als Sängerin der Alternative-Rock-Band Paramore, aufnahm. Der Track erreichte die Charts sämtlicher Länder, darunter die Top-10 in Belgien, Irland, Polen und dem Vereinigten Königreich. In Australien, Schweden und dem Vereinigten Königreich wurde das Duo für über eine Million Verkäufe mit Platin sowie 2014 mit dem MTV Video Music Award in der Kategorie „Clubland“ ausgezeichnet. Remixe folgten von DJs wie Tiësto, DJ Snake oder Nicky Romero. Es folgten zahlreiche erfolgreiche Auftritte auf der ganzen Welt, darunter Konzerte in Städten wie Hongkong und Las Vegas sowie dem Ultra Music Festival in Miami.

### 2014–2016: Weltweiter Erfolg mitBreak FreeundI Want You to Know

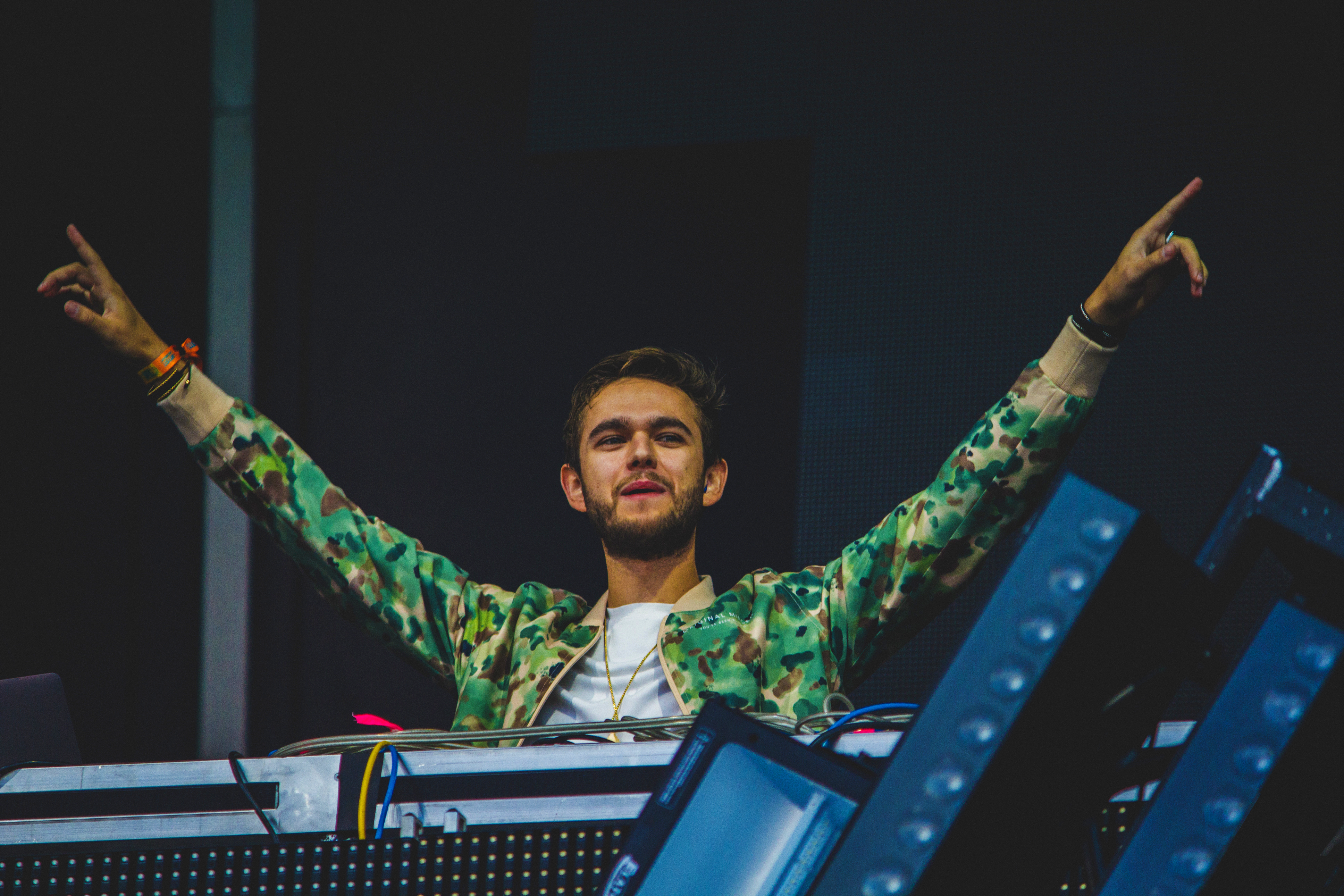
Zedd live beim Veld 2017

Im Januar 2014 veröffentlichte Zedd gemeinsam mit Matthew Koma und der schwedischen Soul-Pop-Sängerin Miriam Bryant das Lied Find You, das als Titelsong für den Film „Divergent“ verwendet wurde. Parallel erschien auch Push Play, eine Neuaufnahme des gleichnamigen Liedes von Miriam Bryant als Single. Obwohl es ein Remix war, wurde als Interpret „Zedd feat. Miriam Bryant“ angegeben. Der Track war die letzte Auskopplung aus seinem Debütalbum.
In Zusammenarbeit mit der US-amerikanischen Sängerin Ariana Grande und dem schwedischen Musiker Max Martin produzierte Zedd in Los Angeles und Santa Monica das Lied Break Free für ihr zweites Studioalbum My Everything, das am 22. August 2014 veröffentlicht wurde. Break Free erschien bereits im Juli 2014 als zweite Single-Auskopplung und wurden bei den MTV Video Music Awards erstmals live gespielt. Das Lied entwickelte sich zu einem Welterfolg und erreichte in über 15 Ländern die Top-10 der offiziellen Single-Charts. Des Weiteren erhielten Zedd und Grande mehr als zehn Platin-Schallplatten.
Am 23. Februar 2015 veröffentlichte Zedd die Single I Want You to Know. Gesungen wird das Lied von Selena Gomez. Der Song konnte in Brasilien bis auf Platz 1, in den USA bis auf Platz 3 der iTunes-Charts vorrücken sowie in sieben weiteren Ländern eine Top-10-Platzierung erreichen.
Außerdem stieg er auf Platz 17 in Billboard Hot 100 bereits in erster Woche, startete auf Platz 1 auf Billboard + Twitter Top Twitter Tracks und mit 100 000 verkauften Downloads laut Nielsen Ratings stieg er auf Platz 7 in Digital Songs.
Als Songwriter wirkte zudem der OneRepublic-Frontmann Ryan Tedder sowie KDrew mit. Am 14. April 2015 erschien die zweite Single Addicted to a Memory, zusammen mit Bahari. Am 11. Mai 2015 erschien schließlich nach zweieinhalb Jahren sein zweites Studioalbum True Colors. Zwei Tage später folgte die Veröffentlichung der dritten Singleauskopplung Beautiful Now, die er zusammen mit Jon Bellion aufnahm.
2016 schrieb er das Stück Ignite, eine Kooperation mit Riot Games für die League of Legends World Championship 2016. Am 29. April 2016 erschien, in Kooperation mit Kesha, eine Neuauflage seines Albumtracks True Colors. Zusammen mit der US-amerikanischen Sängerin Hailee Steinfeld und dem US-amerikanischen Musik-Duo Grey erschien am 22. Juli 2016 Starving als Single und erreichte unter anderem in Großbritannien, Kanada und Australien die Top-10. In den USA erreichte der Song Platz 12 und auch in Mitteleuropa wurden hohe Chartplatzierungen erreicht. Das Lied wurde innerhalb eines halben Jahres über 2 Millionen Mal verkauft.

### 2017–2019: Diverse Singleveröffentlichungen

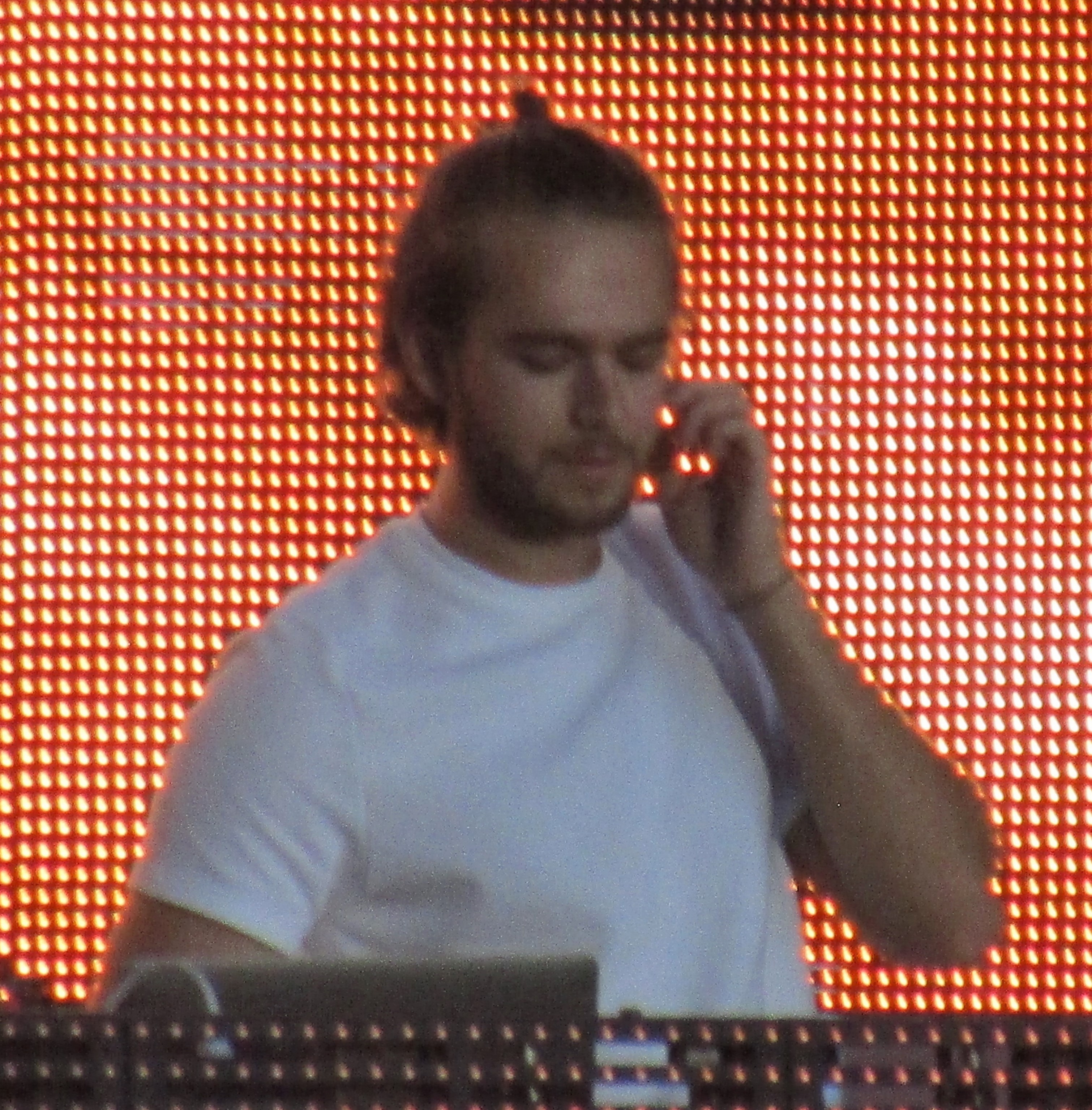
Zedd auf der LoveLoud 2018

Im Januar 2017 kündigte Zedd eine Zusammenarbeit mit Alessia Cara an, die zu dem Zeitpunkt mit dem Lied Scars to Your Beautiful Erfolg feierte. Diese erschien am 24. Februar 2017 als Single mit dem Titel Stay. Parallel startete er mit der Planung eines Benefiz-Konzertes anlässlich des durch Donald Trump beschlossenen Einreiseverbots von Personen mit Migrationshintergrund in die USA. Bei diesem treten unter anderem Daya, Halsey, Macklemore, Tinashe und Skrillex auf. Im Juli 2017 erschien in Zusammenarbeit mit Liam Payne die Single Get Low. Ende des Jahres veröffentlichte Zedd sein erstes Best-of-Album mit dem Titel Stay +. Die Kompilation erschien exklusiv nur in Japan.
Am 23. Januar 2018 erschien mit The Middle die nächste Singleauskopplung von Zedd. Das Stück entstand mit der US-amerikanischen Countrysängerin Maren Morris sowie mit dem US-amerikanischen Elektro-Duo Grey, mit denen Zedd bereits die dritte Single binnen eineinhalb Jahren veröffentlicht. Die Single platzierte sich weltweit in den Charts und erreichte die Spitzenposition der US-amerikanischen Hot/Dance Electronic Songs. Mit Happy Now erschien die bislang letzte Single von Zedd, eine Kooperation mit der US-amerikanischen Sängerin Elley Duhé.
Am 14. Februar 2019 veröffentlichte Zedd mit 365 eine Kollaboration mit der US-amerikanischen Popsängerin Katy Perry. Zedd führte die Zusammenarbeit mit Perry fort und schrieb beziehungsweise produzierte ihre Single Never Really Over, die am 31. Mai 2019 erschien. Mit Good Thing erschien am 27. September 2019 die zweite Single von Zedd im Kalenderjahr 2019. Es handelt sich hierbei um eine Kollaboration mit der US-amerikanischen R&B-Sängerin und Songwriterin Kehlani.

### Tätigkeit als Komponist und Remixer
Zedd ist neben seiner Solokarriere insbesondere als Remixer aktiv. Bis heute produzierte er Remixe für verschiedene Künstler unterschiedlicher Musikgenres. Erfolgreich waren besonders seine Remixe für Lady Gagas Born This Way, Skrillex’ Scary Monsters and Nice Sprites und The Time (Dirty Bit) von den Black Eyed Peas.
Nachdem er mit seinen von ihm selbst geschriebenen Liedern großen Erfolg hatte, begannen ihn bekanntere Musiker als Autor zu engagieren. Er produzierte, schrieb und komponierte Lieder für Sänger wie Justin Bieber, Nicki Minaj oder Eva Simons. Außerdem produzierte er gemeinsam mit Lady Gaga die Songs Aura, G.U.Y. und Donatella für ihr viertes Studioalbum Artpop, das im November 2013 veröffentlicht wurde. Zudem begleitete er Lady Gaga als DJ auf ihren Live-Touren und trat in Asien als Vorband in Lady Gagas The Born This Way Ball Tour auf.

## Diskografie
Studioalben

| Jahr | Titel Musiklabel                     | Höchstplatzierung, Gesamtwochen, AuszeichnungChartplatzierungen (Jahr, Titel, Musiklabel, Platzierungen, Wochen, Auszeichnungen, Anmerkungen) | Höchstplatzierung, Gesamtwochen, AuszeichnungChartplatzierungen (Jahr, Titel, Musiklabel, Platzierungen, Wochen, Auszeichnungen, Anmerkungen) | Höchstplatzierung, Gesamtwochen, AuszeichnungChartplatzierungen (Jahr, Titel, Musiklabel, Platzierungen, Wochen, Auszeichnungen, Anmerkungen) | Höchstplatzierung, Gesamtwochen, AuszeichnungChartplatzierungen (Jahr, Titel, Musiklabel, Platzierungen, Wochen, Auszeichnungen, Anmerkungen) | Höchstplatzierung, Gesamtwochen, AuszeichnungChartplatzierungen (Jahr, Titel, Musiklabel, Platzierungen, Wochen, Auszeichnungen, Anmerkungen) | Höchstplatzierung, Gesamtwochen, AuszeichnungChartplatzierungen (Jahr, Titel, Musiklabel, Platzierungen, Wochen, Auszeichnungen, Anmerkungen) | Anmerkungen                                                 |
| Jahr | Titel Musiklabel                     | DE | AT | CH | UK | US | Dance | Anmerkungen                                                 |
| ---- | ------------------------------------ | --- | --- | --- | --- | --- | --- | ----------------------------------------------------------- |
| 2012 | Clarity Interscope Records (UMG)     | — | — | — | — | US38 Platin · (23 Wo.)US | Dance2 (81 Wo.)Dance | Erstveröffentlichung: 2. Oktober 2012 Verkäufe: + 1.177.500 |
| 2015 | True Colors Interscope Records (UMG) | DE50 (1 Wo.)DE | — | CH68 (1 Wo.)CH | UK42 (1 Wo.)UK | US4 Gold · (20 Wo.)US | Dance1 (44 Wo.)Dance | Erstveröffentlichung: 15. Mai 2015 Verkäufe: + 580.000      |
| 2024 | Telos Interscope Records (UMG)       | — | — | — | — | — | — | Erstveröffentlichung: 30. August 2024                       |

## Auszeichnungen
- ASCAP Award
  - 2014: in der Kategorie „Pop“ (Clarity)
- European Border Breakers Award
  - 2014: in der Kategorie „Deutschland“ (Clarity)[24]
- Grammy Award
  - 2014: in der Kategorie „Best Dance Recording“ (Clarity)
- MTV Video Music Awards 2014
  - 2014: in der Kategorie „MTV Clubland Award“ (Stay the Night)

## Trivia
Im August 2017 spielte Zedd bei einem Pokerturnier der PokerStars Championship in Barcelona und belegte beim Event mit 2150 Euro Buy-in den dritten Platz von 226 Spielern. Für diese Leistung erhielt er ein Preisgeld von 44.000 Euro.